# North Highlands, California
North Highlands este un loc desemnat pentru recensământ (LDR) localizat în comitatul Sacramento, California, Statele Unite. În 2010 avea 42.694 locuitori, față de 44.187 în 2000.

## Personalități notabile
- Sasha Grey, actriță porno